# Margaret (měsíc)

Margaret je jeden z malých vnějších měsíců planety Uran, jako jediný má prográdní oběžnou dráhu. Od planety je vzdálen 14 345 000 kilometrů. Jeho průměr není přesně znám, odhaduje se přibližně na 20 km a hmotnost cca ~1,0×1015 kg, oběžná doba je 1687,01 dne.
Byl objeven 29. srpna 2003 astronomy Scottem Sheppardem a Davidem Jewittem. Původní označení měsíce bylo S/2003 U 3.
Podobně jako ostatní měsíce Uranu je i Margaret pojmenován podle jedné z postav díla Williama Shakespeara, konkrétně ze hry Mnoho povyku pro nic.